# Mid Sussex
Mid Sussex ist ein District in der Grafschaft West Sussex in England. Verwaltungssitz ist Haywards Heath; weitere bedeutende Orte sind Ardingly, Ashurst Wood, Balcombe, Bolney, Burgess Hill, Cuckfield, East Grinstead, Horsted Keynes, Lindfield und Turners Hill.
Der Bezirk wurde am 1. April 1974 gebildet und entstand aus der Fusion der Urban Districts Cuckfield, Burgess Hill und East Grinstead sowie eines großen Teils des Rural District Cuckfield. Diese Gebiete gehörten zuvor zu East Sussex.
„Mid Sussex“ ist zudem der Name eines 1974 geschaffenen Wahlkreises für das House of Commons.